# Szentlélek-ispotály (Kolozsvár)
A kolozsvári Szentlélek-ispotály a város egyik intézménye volt, ahol 2–10 szegényt láttak el. Az írott források a 15. századtól a 17. század második feléig említik, régészeti feltárás nem történt.

## Elhelyezkedése
A Kőmál keleti oldalán, a szőlők alatt, a Szamoshoz közel helyezkedett el. Nevezték Alsóispotálynak is, megkülönböztetve az akkor a domboldalon feljebb található Szent Erzsébet-ispotálytól.

## Története
Első említése 1430-ból maradt fenn egy V. Márton pápához intézett folyamodványban, amelyben búcsúengedélyt kértek az ispotályban ápolt leprások és szegények javára. A 15. századból több végrendelet is ismert, amelyben az ispotály javára rendelkeztek. A legnagyobb értékű végrendeleti adomány 1559-ből maradt fenn, amikor Nagy Salathiel a Király utcai sütőházát a Szentlélek- és Szent Jób-ispotályokra örökítette. A 16. századtól kezdve a magánadományok mellett az erdélyi fejedelmektől is juttatásokban részesült. A reformációt követően a megszüntetett egyházi intézmények vagyonát a város vette kezelésbe, így kapta meg az ispotály a domonkosrendiek óvárbeli sütőházát.
1668 után a Szentlélek-ispotály feltehetőleg beolvadt a Szent Erzsébet-ispotályba.

## Tevékenysége
Az ispotály szállást, élelmezést és ruházatot biztosított a rászorultaknak, de ellátott nem bentlakókat is; a támogatásra érdemeseket a városi tanács jelölte ki. A bentlakók között voltak fogyatékosok, de az árva gyermekek egy része is itt talált elhelyezést. A bentlakók nem feltétlenül voltak szegények: volt olyan eset is, hogy vagyonos ember vagyonát az ispotályra hagyva, élete utolsó szakaszát itt töltötte. A bentlakók lehetőségükhöz mérten részt vettek az ispotály körüli munkákban. Ideiglenesen betegeket is elláttak, de nem a gyógyítás, hanem a szociális gondoskodás volt az ispotály fő feladata.
Feladatai ellátására az intézmény többféle jövedelemforrásból gazdálkodott. Saját ingatlanjai (épületek, sütőházak, szántók, szőlők, tó, erdő) működtetése mellett állandó jövedelme származott a sóból, amelyet fejedelmi donáció biztosított számára, emellett részesült a városi (quarta) és egyházi adóból, és számos esetben végrendeleti adományokból.

## Ispotálymesterek
Az ispotályt az ispotálymester vezette, akit a százférfiak közül választottak. Az ispotálymester önállóan gazdálkodott az intézmény vagyonával; tevékenységét a városi számvevők ellenőrizték. Mesterségét hivatali ideje alatt is folytatta, de adómentességet élvezett, emellett azokra a napokra, amikor a város illetve az ispotály számára dolgozott, napszámot és ételt kapott.
| Név                                | Foglalkozás | Tisztségviselés ideje            | Megjegyzés                             |
| ---------------------------------- | ----------- | -------------------------------- | -------------------------------------- |
| Szabó Márton                       |             | 1573                             | első név szerint ismert ispotálymester |
| Temesvári Mihály                   |             | 1574. február                    |                                        |
| Szurdok Simon                      |             | 1575                             |                                        |
| Lakatos János                      |             | 1576                             |                                        |
| Temesvári Mihály                   |             | 1577–1578                        |                                        |
| Salla Imre                         |             | 1584–1585                        |                                        |
| Szabó Lénárt                       |             | 1585–1586                        |                                        |
| Szabó György                       |             | 1586–?                           |                                        |
| Nyírő (Jekel) Dávid                |             | 1588–1589                        |                                        |
| Bácsi Tamás                        |             | 1591–1593                        |                                        |
| Nyirelt János / Hannes Nyres       |             | 1593–1595                        |                                        |
| Keöleséry Tamás                    |             | 1596–1597                        |                                        |
| Szíjgyártó Bálint                  |             | 1598–1600. január                |                                        |
| Domokos Mátyás                     |             | 1600. január – 1601. február     |                                        |
| Reisz András                       |             | 1601. február – 1602             |                                        |
| Szikszai János                     |             | 1602                             |                                        |
| Shacz János / Hannes Shacz         |             | 1603–1605                        |                                        |
| Fodor Gergely                      | szűcs       | 1605–1609                        |                                        |
| Varga (Treppiger) Gáspár           |             | 1610–1611                        |                                        |
| Kőműves Máté                       |             | 1612. január–1616. január        |                                        |
| Endres Hermon / Hermann András     |             | 1616. január–1619                |                                        |
| Lakatos György                     |             | 1620–1622                        |                                        |
| Lincz György                       | mészáros    | 1623                             |                                        |
| Csiszár István                     |             | 1624–1627                        |                                        |
| Mechel Gebaurt / Szíjgyártó Mihály | szíjgyártó  | 1628–1633                        |                                        |
| Dési Eötvös János                  | ötvös       | 1634–1636                        |                                        |
| Stephen Lutsch / Lutsch István     |             | 1637–1638, 1639?                 |                                        |
| Lakatos András                     |             | 1641–1642                        |                                        |
| Tonnich Rhener                     |             | 1643                             |                                        |
| Csanádi Ferenc                     |             | 1644–1647                        |                                        |
| Matthes Binder / Kádár Máté        | kádár       | 1648–1658                        |                                        |
| Kapusi András                      |             | 1658–1659                        |                                        |
| Welten Schmidt                     |             | 1659–1660                        |                                        |
| Tímár Bálint                       |             | 1660. december – 1661. január    |                                        |
| Hosz Szőcs Pál                     |             | 1661. január – 1662. január      |                                        |
| Prázsmári Márton                   |             | 1662. január – 1662. december    | elszámolás nélkül megszökött           |
| Barthos András                     |             | 1662. december – 1665. augusztus |                                        |
| Pataki Szabó István                |             | 1665. augusztus – 1668           |                                        |